# بطولة الألغاز العالمية
بطولة الألغاز العالمية مسابقة فردية يتم تنظيمها من جمعية الألغاز الدولية (مجموعة من المنظمات التي تهتم بالألغاز في أكثر من 25 دولة حول العالم). يتم تنظيم البطولة بصورة سنوية منذ عام 2003 (منذ عام 2004، في أكثر من دولة)، يتزايد فيها عدد المتسابقين ليس فقط من كل بلد وإنما عدد البلاد المشاركة أيضا. مع بداية عام 2006، تم اختيار أول سبت من شهر يونيو لتنظيم المسابقة.

## الفائزون أكثر من مرة
| الفائز         | المركز الأول | المركز الثاني | المركز الثالث |
| -------------- | ------------ | ------------- | ------------- |
| كيفن أشمان     | 6            | 4             | 2             |
| بات جيبسون     | 4            | 5             | 4             |
| أولاف بجورتومت | 3            | 1             | 0             |

## قائمة الفائزون

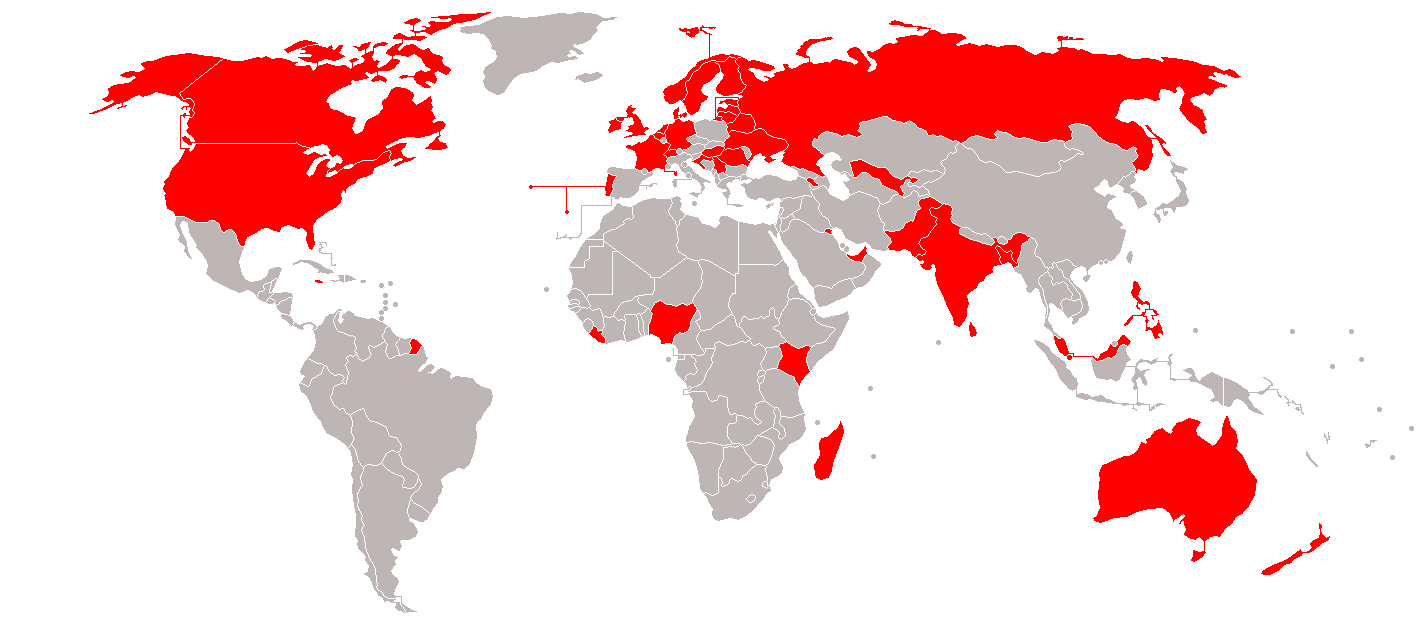
الدول المشاركة في بطولة الألغاز العالمية عام 2014.

| العام | المركز الأول   | المركز الثاني  | المركز الثالث  |
| ----- | -------------- | -------------- | -------------- |
| 2018  | أولاف بجورتومت | ستيف بيري      | بات جيبسون     |
| 2017  | كيفن أشمان     | ديدييه برويير  | بات جيبسون     |
| 2016  | كيفن أشمان     | أولاف بجورتومت | بات جيبسون     |
| 2015  | أولاف بجورتومت | كيفن أشمان     | بات جيبسون     |
| 2014  | فيكرام جوشي    | ستيف بيري      | كيفن أشمان     |
| 2013  | بات جيبسون     | تيرو كاليوليفو | كيفن أشمان     |
| 2012  | جيسي هاني      | بات جيبسون     | ستيف بيري      |
| 2011  | بات جيبسون     | كيفن أشمان     | تيرو كاليوليفو |
| 2010  | بات جيبسون     | كيفن أشمان     | روني سويجرز    |
| 2009  | كيفن أشمان     | روني سويجرز    | مارك بيثيواي   |
| 2008  | مارك بيثيواي   | روني سويجرز    | تيرو كاليوليفو |
| 2007  | بات جيبسون     | كيفن أشمان     | مارك بيثيواي   |
| 2006  | كيفن أشمان     | بات جيبسون     | نيكو باتين     |
| 2005  | كيفن أشمان     | بات جيبسون     | نيكو باتين     |
| 2004  | كيفن أشمان     | بات جيبسون     | كريش ناكانت    |
| 2003  | أولاف بجورتومت | بات جيبسون     | آلان جيبس      |

## تاريخ المسابقة

### 2003
تم تنظيم المسابقة للمرة الأولى من قبل موقع "Quizzing.co.uk" في ملعب فيلا بارك لكرة القدم، برمنغهام، إنجلترا. اشترك في المسابقة أكثر من 50 مشارك من مختلف الأجناس، فاز فيها أولاف بجورومت. بالرغم من أهمية الحدث لكونه الأول من نوعه لم يتم تنظيمه إلا في بلد واحد، لذلك غالبا ما يتم حذفه من الإحصائيات..

### 2004
في عام 2004، عقب تأسيس جمعية الألغاز الدولية (IQA) تم تنظيم المسابقة في خمسة بلدان، المملكة المتحدة (بما في ذلك أيرلندا)، بلجيكا (انضم تحت رايتها هولندا)، استونيا، الهند وماليزيا. اشترك هذه المرة أكثر من 300 مشارك. تم تنظيم دورة المسابقة الخاصة بالمملكة المتحدة على ملعب مانشستر يونايتد لكرة القدم في أولد ترافورد، فاز فيها كيفن أشمان بالمركز الأول.
1. كيفن أشمان - 154[15]
2. بات جيبسون - 135
3. اشيش- 128
4. نيكو باتين - 126
5. فرانك فان نيوينهوف - 124
6. إيان بايلي - 118
7. ديفيد ستانير - 117
8. أرول ماني - 116
9. ستيفن بيرسن - 115
10. لوري نبر - 115

### 2005
شهدت البطولة عام 2005، التي تم تنظيمها في 2 يوليو نموًا كبيرًا في عدد المشاركين والمتابعين بعد إعلان محرك بحث إم إس إن (بينغ) رعايته لها. اشتركت خمس دول جديدة إلى الدول الأصلية والتي شاركت في عام 2004 وهم أستراليا، فنلندا، إندونيسيا، النرويج وسنغافورة ليصبح بذلك عدد الدول المشاركة في المسابقة 10. حصل كل متسابق على ثمان ورقات تحتوي كل ورقة منهم على 30 سؤال تغطي ثمان مواضيع (كل موضوع في صفحة) مثل الثقافة، الترفيه، التاريخ، أنماط الحياة، وسائل الإعلام، العلوم، الرياضة والألعاب وأخيرا أخبار العالم.
لا يتم احتساب الموضوع صاحب الدرجة الأدنى على الرغم من أنه يؤخذ في الاعتبار لتسوية حالات كسر التعادل. نجحت سبع دول فقط (بلجيكا، إنجلترا، إستونيا، فنلندا، الهند، أيرلندا والنرويج) في الإجابة بشكل كامل على الفئات الثمانية. فقط تم تشجيع النساء على المشاركة في المسابقة (حيث كان أغلبية المشاركين في المسابقة من الذكور فقط) بمكافأت خاصة في قسم 2005، حيث فازت ترين ألبورج من النرويج في فئة "نمط الحياة"، كما حصلت درجانا سيرزلا من كرواتيا على المركز الثالث في دورة المملكة المتحدة وأخيرا حصول دباشري ميترا من بنغالور على المركز الثالث في دورة الهند.
1. كيفين أشمان - 161[14]
2. بات جيبسون - 154
3. نيكو باتين - 151
4. مارك فان سبرنجل - 144
5. أرول ماني - 144
6. دورجانا سيرولا - 139 (أول إمراة)
7. اوف بورد - 138
8. لوري نبر - 138
9. إريك ديريك - 138
10. إيان بايلي - 138

### 2006
تم تنظيم بطولة الألغاز العالمية لعام 2006 في 3 يونيو 2006 في أكثر من 15 موقعا، اشتركت فيها للمرة الأولى كلا من ليتوانيا، ألمانيا، سويسرا، ليبيريا وسريلانكا. شارك في هذه الدورة عدد أكبر من الجنسيات بما في ذلك الولايات المتحدة، أستراليا، روسيا، سنغافورة، المجر وفرنسا. كان اللقب من نصيب كيفن أشمان للمرة الثالثة على التوالي.
1. كيفن أشمان - 166[13]
2. بات جيبسون - 163
3. نيكو باتين - 155
4. مارك فان سبرنجل - 146
5. أولاف بجورتومت - 142
6. روني سويجرز - 140
7. دورجانا سيرولا - 140 (أعلى مركز حصلت عليه إمراه)
8. مارك بيثيواي - 136
9. إريك ديريك - 136
10. إيان بايلي - 133

### 2007
أقيمت البطولة هذا العام في 2 يونيو 2007، بانضمام كلا من هولندا، الولايات المتحدة الأمريكية والمجر كمنظمين للمرة الأولى. نجح بات جيبسون في الحصول على التاج من كيفن أشمان المتوج ثلاث مرات.
1. بات جيبسون - 179[12]
2. كيفين أشمان - 176
3. مارك بيثيواي - 171
4. أولاف بجورتومت - 164
5. جيسي هاني - 159
6. روني سويجرز - 158
7. إيان بايلي - 151
8. مارك جرانت - 151
9. نيكو باتين - 150
10. أرول ماني - 150

حصل بول باكيت من كندا على المركز الأول في المسابقة التي أقيمت في نيويورك سيتي.

### 2008
تم تنظيم بطولة الألغاز العالمية لعام 2008 في 7 يونيو 2008 في أكثر من 30 موقعًا، بانضمام كلا من أستراليا، الفلبين، كندا، الصين، بنغلاديش ولاتفيا للمرة الأولى. فاز مارك بيهواي باللقب بفارق ضئيل عن البلجيكي روني سويجرز والفنلندي تيرو كاليوليفو.
1. مارك بيهواي – 173[11]
2. روني سويجرز – 172
3. تيرو كاليوليفو – 170
4. كيفين أشمان – 167
5. بات جيبسون – 165
6. نيكو باتين – 163
7. أولاف بجورتومت – 155
8. إيان بايلي – 154
9. جيسي هاني – 152
10. دورجانا سيرولا – 150 (أفضل أداء لامرأة)

### 2009
تم تنظيم نسخة البطولة في 6 يونيو 2009 في أكثر من 45 موقعًا، حصلت في الولايات المتحدة على تنظيم 10 نسخ بها، بفارق قليل عن الهند التي حصلت على تنظيم 9 مواقع ثم روسيا بتنظيم 4 مواقع ثم موقع كل دولة مشاركة. استعاد كيفين أشمان لقبه محطما بذلك رقمه التاريخي السابق (ثلاث ألقاب متتالية) إلى أربع ألقاب، بعد تفوقة بفارق ضئيل على البلجيكي رومي سونجرز. بينما جاء بطل العالم في الدورة السابقة مارك بيثيواي في المركز الثالث، في حين جاء أسطورة برنامج جيوباردي جيروم فيرد في المركز الثامن.
1. كيفين أشمان – 177[10]
2. روني سونجرز – 174
3. مارك بيثيواي – 166
4. أولاف بجورتومت – 165
5. نيكو باتين – 165
6. بات جيبسون – 164
7. تيرو كاليوليفو – 156
8. جيروم فيرد – 155
9. جيسي هاني – 152
10. توماس كولاسير – 148

حصلت دورجانا سيرولا من كرواتيا على المركز 22 برصيد 135 نقطة، لتصبح بذلك المرأة الأعلى ترتيبا هذا العام.

### 2010
تم تنظيم نسخة البطولة لهذا العام في 5 يونيو 2010 في حوالي سبعين موقعًا، بانضمام كلا من أرمينيا، بلغاريا، المغرب وجمهورية أيرلندا للمرة الأولى. شارك في النسخة أكثر من 1200 شخص.

| أول 10 فائزون              | أول 10 فائزون    | أول 10 فائزون         | أول 10 فائزون |
| المركز                     | الاسم            | البلد                 | الرصيد        |
| -------------------------- | ---------------- | --------------------- | ------------- |
| 1                          | بات جيبسون       | إنجلترا               | 180           |
| 2                          | كيفين أشمان      | إنجلترا               | 169           |
| 3                          | روني سويجرز      | بلجيكا                | 169           |
| 4                          | تيرو كاليوليفو   | فنلندا                | 166           |
| 5                          | أولاف بجورتومت   | إنجلترا               | 165           |
| 6                          | نيكو باتين       | بلجيكا                | 151           |
| 7                          | مارك جرانت       | ويلز                  | 149           |
| 8                          | توماس كولاسير    | النرويج               | 147           |
| 9                          | إريك ديريك       | بلجيكا                | 147           |
| 10                         | ديفيد بيك        | بلجيكا                | 146           |
| البلاد (حسب أعلى فائز بها) |                  |                       |               |
| المركز                     | البلد            | أعلى فائز بها         | الرصيد        |
| 1                          | إنجلترا          | 1 - بات جيبسون        | 180           |
| 2                          | بلجيكا           | 3 - روني سويجرز       | 169           |
| 3                          | فنلندا           | 4 - تيرو كاليوليفو    | 166           |
| 4                          | ويلز             | 7 - مارك جرانت        | 149           |
| 5                          | النرويج          | 8 - توماس كولاسير     | 147           |
| 6                          | إستونيا          | 12 - اوف بورد         | 144           |
| 7                          | كرواتيا          | 17 - دورجانا سيرولا   | 140           |
| 8                          | الولايات المتحدة | 19 - ستيف بيري        | 139           |
| 9                          | اسكتلندا         | 23 - باري سيمونز      | 135           |
| 10                         | ألمانيا          | 24 - هولجر والدنبيرجر | 135           |

حصلت دورجانا سيرولا من كرواتيا على المركز 17 برصيد 140 نقطة، لتصبح بذلك المرأة الأعلى ترتيبا هذا العام.

### 2011
تم تنظيم نسخة هذا العام يوم السبت 4 يونيو بانضمام كلا من الدنمارك، جبل طارق ومدغشقر كمنظمين للمرة الأولى. نجح بطل العام السابق في الحصول على 186 نقطة والحفاظ على لقبة كالمرة الثانية على التوالي. في حين أحرز الحاصل على اللقل أربع مرات كيفين أشمان 176 نقطة متساويا بذلك مع الفنلندي تيرو كاليوليفو.
| أول 10 فائزون | أول 10 فائزون  | أول 10 فائزون              | أول 10 فائزون |
| المركز        | الاسم          | البلد                      | الرصيد        |
| ------------- | -------------- | -------------------------- | ------------- |
| 1             | بات جيبسون     | إنجلترا                    | 186           |
| 2             | كيفين أشمان    | إنجلترا                    | 176           |
| 3             | تيرو كاليوليفو | فنلندا                     | 176           |
| 4             | جيسي هاني      | إنجلترا                    | 172           |
| 5             | روني سويجرز    | بلجيكا                     | 168           |
| 6             | أولاف بجورتومت | إنجلترا                    | 168           |
| 7             | نيكو باتين     | بلجيكا                     | 167           |
| 8             | ستيف باري      | الولايات المتحدة الأمريكية | 164           |
| 9             | مراك جرانت     | ويلز                       | 163           |
| 10            | توم تروغ       | بلجيكا                     | 159           |

| الفائزون حسب القسم (الدرجة الأعلى=30) | الفائزون حسب القسم (الدرجة الأعلى=30) | الفائزون حسب القسم (الدرجة الأعلى=30) | الفائزون حسب القسم (الدرجة الأعلى=30) |
| الفئة                                 | الفائز                                | البلد                                 | الرصيد                                |
| ------------------------------------- | ------------------------------------- | ------------------------------------- | ------------------------------------- |
| ترفيه                                 | سكوت داوسون                           | إنجلترا                               | 28                                    |
| الثقافة                               | بات جيبسون                            | إنجلترا                               | 29                                    |
| نمط الحياة                            | بات جيبسون                            | إنجلترا                               | 27                                    |
| العلوم                                | بات جيبسون                            | إنجلترا                               | 28                                    |
| التاريخ                               | نيكو باتين                            | بلجيكا                                | 28                                    |
| الصحافة                               | جوسي سوفانتو                          | فنلندا                                | 29                                    |
| الرياضة                               | توم تروغ                              | بلجيكا                                | 26                                    |
| العالم                                | بات جيبسون بول لوجان                  | إنجلترا · سويسرا                      | 26                                    |

### 2012
تم تنظيم نسخة العام في 2 يونيو 2012، بانضمام أكثر من 1700 متنافس في 88 موقعًا في 35 دولة. نجح جيسون هاني في الحصول على 186 نقطة التي كانت كافية للفوز بالمركز الأول بينما تبعه بات جيبسون في المركز الثاني برصيد 177. استطاع الهندي ايشان تشوغ أن يحصل على الدرجة الكاملة في فئة الإعلام والصحافة، ليصبح بذلك هو أول متنافس يحصد النتيجة الكاملة في فئة ما.
| أول 10 فائزون | أول 10 فائزون  | أول 10 فائزون              | أول 10 فائزون |
| المركز        | الاسم          | البلد                      | الرصيد        |
| ------------- | -------------- | -------------------------- | ------------- |
| 1             | جيسي هاني      | إنجلترا                    | 186           |
| 2             | بات جيبسون     | إنجلترا                    | 177           |
| 3             | ستيف بيري      | الولايات المتحدة الأمريكية | 174           |
| 4             | كيفين أشمان    | إنجلترا                    | 172           |
| 5             | أولاف بجورتومت | إنجلترا                    | 170           |
| 6             | مارك جرانت     | ويلز                       | 170           |
| 7             | شون كاري       | إنجلترا                    | 169           |
| 8             | روني سويجرز    | بلجيكا                     | 166           |
| 9             | ديفيد ستاينر   | إنجلترا                    | 164           |
| 10            | تيرو كاليوليفو | فنلندا                     | 164           |

| الفائزون حسب القسم (الدرجة الأعلى=30) | الفائزون حسب القسم (الدرجة الأعلى=30) | الفائزون حسب القسم (الدرجة الأعلى=30) | الفائزون حسب القسم (الدرجة الأعلى=30) |
| الفئة                                 | الفائز                                | البلد                                 | الرصيد                                |
| ------------------------------------- | ------------------------------------- | ------------------------------------- | ------------------------------------- |
| الترفيه                               | هولجر والدنبيرجر                      | ألمانيا                               | 27                                    |
| الثقافة                               | اوف بورد                              | استونيا                               | 28                                    |
| نمط الحياة                            | شون كاري                              | إنجلترا                               | 29                                    |
| العلوم                                | بات جيبسون                            | إنجلترا                               | 26                                    |
| التاريخ                               | جيسي هاني تيرو كاليوليفو مارك جرانت   | إنجلترا · فنلندا · ويلز               | 28                                    |
| الإعلام والصحافة                      | ايشان تشوغ                            | الهند                                 | 30                                    |
| الرياضة                               | توم تروغ                              | بلجيكا                                | 27                                    |
| العالم                                | جيسي هاني                             | إنجلترا                               | 27                                    |

### 2013
تم تنظيم نسخة هذه البطولة في 1 يونيو، شارك فيها 1,992 متنافس أغلبيتهم من الهند.
| أول 10 فائزون | أول 10 فائزون  | أول 10 فائزون    | أول 10 فائزون |
| المركز        | الفائز         | البلد            | الرصيد        |
| ------------- | -------------- | ---------------- | ------------- |
| 1             | بات جيبسون     | إنجلترا          | 172           |
| 2             | تيرو كاليوليفو | فنلندا           | 168           |
| 3             | كيفين أشمان    | إنجلترا          | 163           |
| 4             | أولاف بجورتومت | إنجلترا          | 161           |
| 5             | اوف بورد       | استونيا          | 158           |
| 6             | ستيف بيري      | الولايات المتحدة | 156           |
| 7             | مارك جرانت     | ويلز             | 156           |
| 8             | روني سويجرز    | بلجيكا           | 155           |
| 9             | فيكرام جوشي    | الهند            | 153           |
| 10            | ديدييه برويير  | فرنسا            | 152           |

| الفائزون حسب القسم (الدرجة الأعلى=30) | الفائزون حسب القسم (الدرجة الأعلى=30) | الفائزون حسب القسم (الدرجة الأعلى=30) | الفائزون حسب القسم (الدرجة الأعلى=30) |
| الفئة                                 | الفائز                                | البلد                                 | الرصيد                                |
| ------------------------------------- | ------------------------------------- | ------------------------------------- | ------------------------------------- |
| الترفيه                               | بات جيبسون                            | إنجلترا                               | 26                                    |
| الثقافة                               | فيكرام جوشي                           | الهند                                 | 27                                    |
| نمط الحياة                            | ستيفن بيري                            | الولايات المتحدة                      | 23                                    |
| العلوم                                | بات جيبسون                            | إنجلترا                               | 26                                    |
| التاريخ                               | اوف بورد                              | استونيا                               | 28                                    |
| الإعلام والصحافة                      | أولاف بجورتومت يوغيش راوت             | إنجلترا · الولايات المتحدة            | 28                                    |
| الرياضة                               | توم تروغ ايغور هابال                  | بلجيكا · استونيا                      | 27                                    |
| العالم                                | تيرو كاليوليفو                        | فنلندا                                | 27                                    |

### 2014
تم تنظيم نسخه هذه البطولة في 7 يونيو باشتراك 1,833 متنافس. نجح الهندي فيكرام جوشي في الحصول على 176 نقطه والفوز باللقب ليصبح بذلك أول رجل أسيوي يفوز بالبطولة تبعه الأمريكي ستيفن بيري برصيد 174 نقطة. كما استطاع أن يكرر ما فعله ايشان تشوغ في عام 2012 ويحصل على الدرجة الكاملة في فئة التاريخ.
| أول 10 فائزون | أول 10 فائزون  | أول 10 فائزون    | أول 10 فائزون |
| المركز        | الفائز         | البلد            | الرصيد        |
| ------------- | -------------- | ---------------- | ------------- |
| 1             | فيكرام جوشي    | الهند            | 176           |
| 2             | ستيفن بيري     | الولايات المتحدة | 174           |
| 3             | كيفين أشمان    | إنجلترا          | 171           |
| 4             | أولاف بجورتومت | إنجلترا          | 160           |
| 5             | بات جيبسون     | إنجلترا          | 157           |
| 6             | تيرو كاليوليفو | فنلندا           | 154           |
| 7             | روني سويجرز    | بلجيكا           | 154           |
| 8             | نيكو باتين     | بلجيكا           | 151           |
| 9             | مارك جرانت     | ويلز             | 150           |
| 10            | إيان بايلي     | إنجلترا          | 148           |

| الفائزون حسب القسم (الدرجة الأعلى=30) | الفائزون حسب القسم (الدرجة الأعلى=30) | الفائزون حسب القسم (الدرجة الأعلى=30) | الفائزون حسب القسم (الدرجة الأعلى=30) |
| الفئة                                 | الفائز                                | البلد                                 | الرصيد                                |
| ------------------------------------- | ------------------------------------- | ------------------------------------- | ------------------------------------- |
| الترفيه                               | ستيف بيري                             | الولايات المتحدة                      | 26                                    |
| التاريخ                               | فيكرام جوشي                           | الهند                                 | 30                                    |
| نمط الحياة                            | فيكرام جوشي                           | الهند                                 | 24                                    |
| العلوم                                | جو تريلا                              | الولايات المتحدة                      | 26                                    |
| الثقافة                               | فيكرام جوشي                           | إنجلترا                               | 28                                    |
| الإذاعة                               | كيفين أشمان                           | إنجلترا                               | 29                                    |
| الرياضة                               | إيجور هابل                            | استونيا                               | 27                                    |
| العالم                                | فيكرام جوشي نيكو باتين ستيف بيري      | الهند · بلجيكا · الولايات المتحدة     | 25                                    |

### 2015
تم تنظيم هذه النسخة من البطولة في 6 يونيو مع أكثر من 2000 مشارك.
| أول 10 فائزون | أول 10 فائزون    | أول 10 فائزون | أول 10 فائزون |
| المركز        | الفائز           | البلد         | الرصيد        |
| ------------- | ---------------- | ------------- | ------------- |
| 1             | أولاف بجورتومت   | إنجلترا       | 161           |
| 2             | كيفين أشمان      | إنجلترا       | 157           |
| 3             | بات جيبسون       | إنجلترا       | 156           |
| 4             | تيرو كاليوليفو   | فنلندا        | 151           |
| 5             | هولجر والدنبيرجر | ألمانيا       | 144           |
| 6             | أوف بورد         | استونيا       | 144           |
| 7             | توم تروغ         | بلجيكا        | 142           |
| 8             | روني سويجرز      | بلجيكا        | 142           |
| 9             | توماس كولاسير    | النرويج       | 141           |
| 10            | نيكو باتين       | بلجيكا        | 141           |

| الفائزون حسب القسم (الدرجة الأعلى=30) | الفائزون حسب القسم (الدرجة الأعلى=30) | الفائزون حسب القسم (الدرجة الأعلى=30) | الفائزون حسب القسم (الدرجة الأعلى=30) |
| الفئة                                 | الفائز                                | البلد                                 | الرصيد                                |
| ------------------------------------- | ------------------------------------- | ------------------------------------- | ------------------------------------- |
| الترفية                               | جوسي سوفانتو أولاف بجورتومت أوف بورد  | فنلندا · إنجلترا · استونيا            | 22                                    |
| التاريخ                               | إيان بايلي                            | إنجلترا                               | 24                                    |
| نمط الحياة                            | دانيال ميليا أولاف بجورتومت           | الولايات المتحدة · إنجلترا            | 21                                    |
| العلوم                                | إيان بايلي نايك ميلز بات جيبسون       | إنجلترا · إنجلترا · إنجلترا           | 24                                    |
| الثقافة                               | تيرو كاليوليفو                        | فنلندا                                | 26                                    |
| الإعلام والصحافة                      | أولاف بجورتومت                        | إنجلترا                               | 27                                    |
| الرياضة                               | أولاف بجورتومت                        | إنجلترا                               | 24                                    |
| العالم                                | جير إتش كريستيانسن بات جيبسون         | النرويج · إنجلترا                     | 29                                    |

### 2016
تم تنظيم نسخة هذه البطولة في الرابع من يونيو مع أكثر من 2500 مشارك.
| أول 10 فائزون | أول 10 فائزون  | أول 10 فائزون | أول 10 فائزون |
| المركز        | الفائز         | البلد         | الرصيد        |
| ------------- | -------------- | ------------- | ------------- |
| 1             | كيفين أشمان    | إنجلترا       | 171           |
| 2             | أولاف بجورتومت | إنجلترا       | 167           |
| 3             | بات جيبسون     | إنجلترا       | 165           |
| 4             | مراك جرانت     | ويلز          | 163           |
| 5             | روني سويجرز    | بلجيكا        | 161           |
| 6             | توم تروغ       | بلجيكا        | 161           |
| 7             | إيان بايلي     | إنجلترا       | 160           |
| 8             | ديدييه برويير  | فرنسا         | 160           |
| 9             | تيرو كاليوليفو | فنلندا        | 159           |
| 10            | ديفيد ستانر    | إنجلترا       | 156           |

| الفائزون حسب القسم (الدرجة الأعلى=30) | الفائزون حسب القسم (الدرجة الأعلى=30)                           | الفائزون حسب القسم (الدرجة الأعلى=30)                | الفائزون حسب القسم (الدرجة الأعلى=30) |
| الفئة                                 | الفائز                                                          | البلد                                                | الرصيد                                |
| ------------------------------------- | --------------------------------------------------------------- | ---------------------------------------------------- | ------------------------------------- |
| الإذاعة والإعلام                      | أولاف بجورتومت                                                  | إنجلترا                                              | 30                                    |
| العالم                                | كيفين أشمان باتريك فريل تيرو كاليوليفو هولجر والدنبيرجر         | إنجلترا · الولايات المتحدة · فنلندا · ألمانيا        | 22                                    |
| الترفيه                               | سوزانا بروكس ديفيد ديكسون مارك جرانت بول سينها                  | الولايات المتحدة · الولايات المتحدة · ويلز · إنجلترا | 24                                    |
| التاريخ                               | كيفين أشمان                                                     | إنجلترا                                              | 29                                    |
| العلوم                                | بات جيبسون                                                      | إنجلترا                                              | 27                                    |
| الرياضة                               | كيفين أشمان هيو بينيت تيم يستكوت                                | إنجلترا · إنجلترا · إنجلترا                          | 26                                    |
| نمط الحياه                            | مارك رايدر                                                      | الولايات المتحدة                                     | 26                                    |
| الثقافة                               | كيفين أشمان إيان بايلي أولاف بجورتومت تيرو كاليوليفو نيكو باتين | إنجلترا · إنجلترا · إنجلترا · فنلندا · بلجيكا        | 24                                    |

### 2017
| أول 10 فائزون | أول 10 فائزون  | أول 10 فائزون    | أول 10 فائزون |
| المركز        | الاسم          | البلد            | الرصيد        |
| ------------- | -------------- | ---------------- | ------------- |
| 1             | كيفين أشمان    | إنجلترا          | 169           |
| 2             | ديدييه برويير  | فرنسا            | 163           |
| 3             | بات جيبسون     | إنجلترا          | 160           |
| 4             | توم تروغ       | بلجيكا           | 159           |
| 5             | روني سويجرز    | بلجيكا           | 156           |
| 6             | تيم بولي       | الولايات المتحدة | 155           |
| 7             | تيرو كاليوليفو | فنلندا           | 155           |
| 8             | إيان بايلي     | إنجلترا          | 154           |
| 9             | أوف بورد       | استونيا          | 153           |
| 10            | مارك جرانت     | ويلز             | 153           |

| الفائزون حسب الفئة (الدرجة الأعلى=30) | الفائزون حسب الفئة (الدرجة الأعلى=30)                               | الفائزون حسب الفئة (الدرجة الأعلى=30)                           | الفائزون حسب الفئة (الدرجة الأعلى=30) |
| الفئة                                 | الفائز                                                              | البلد                                                           | الرصيد                                |
| ------------------------------------- | ------------------------------------------------------------------- | --------------------------------------------------------------- | ------------------------------------- |
| الإعلام والصحافة                      | أولاف بجورتومت                                                      | إنجلترا                                                         | 28                                    |
| العالم                                | مارك هنري جاري جرانت نيكو باتين                                     | إيرلندا · اسكتلندا · بلجيكا                                     | 23                                    |
| الترفيه                               | أولاف بجورتومت                                                      | إنجلترا                                                         | 23                                    |
| التاريخ                               | أندرو فريزر كيفين أشمان                                             | اسكتلندا · إنجلترا                                              | 26                                    |
| العلوم                                | بات جيبسون                                                          | إنجلترا                                                         | 27                                    |
| الرياضة                               | ايغور هابال                                                         | استونيا                                                         | 25                                    |
| نمط الحياة                            | توم تروغ بات جيبسون ديدييه برويير سوزانا بروكس روني سويجرز ستيف كوك | بلجيكا · إنجلترا · فرنسا · الولايات المتحدة · بلجيكا · اسكتلندا | 26                                    |
| الثقافة                               | اسبن كيبسجارد كيفين أشمان                                           | النرويج · إنجلترا                                               | 25                                    |

| أول 10 فائزون | أول 10 فائزون  | أول 10 فائزون    | أول 10 فائزون |
| المركز        | الفائز         | البلد            | الرصيد        |
| ------------- | -------------- | ---------------- | ------------- |
| 1             | أولاف بجورتومت | إنجلترا          | 164           |
| 2             | ستيف بيري      | الولايات المتحدة | 159           |
| 3             | بات جيبسون     | إنجلترا          | 159           |
| 4             | إيجور هابال    | استونيا          | 158           |
| 5             | روني سويجرز    | بلجيكا           | 157           |
| 6             | كيفين أشمان    | إنجلترا          | 156           |
| 7             | ديدييه برويير  | فرنسا            | 152           |
| 8             | توم تروغ       | بلجيكا           | 149           |
| 9             | مارك جرانت     | ويلز             | 148           |
| 10            | نيكو باتين     | بلجيكا           | 146           |

| الفائزون حسب القسم (الدرجة الأعلى=30). | الفائزون حسب القسم (الدرجة الأعلى=30). | الفائزون حسب القسم (الدرجة الأعلى=30).     | الفائزون حسب القسم (الدرجة الأعلى=30). |
| الفئة                                  | الفائز                                 | البلد                                      | الرصيد                                 |
| -------------------------------------- | -------------------------------------- | ------------------------------------------ | -------------------------------------- |
| الإذاعة والإعلام                       | ايشان تشوغ                             | الهند                                      | 28                                     |
| العالم                                 | توميسلاف بليزفر                        | كرواتيا                                    | 27                                     |
| الترفيه                                | أولاف بجورتومت                         | إنجلترا                                    | 25                                     |
| التاريخ                                | جاكوب مايرز كيفين أشمان                | الولايات المتحدة · إنجلترا                 | 25                                     |
| العلوم                                 | بات جيبسون                             | إنجلترا                                    | 27                                     |
| الرياضة                                | إيجور هابال                            | استونيا                                    | 29                                     |
| نمط الحياة                             | ستيف بيري إيرك سميث جيروم فيرد         | الولايات المتحدة · كندا · الولايات المتحدة | 27                                     |
| الثقافة                                | كيفين أشمان                            | إنجلترا                                    | 26                                     |

## المحتوى
بطولة الألغاز عبارة عن اختبار تحريري فردي تكون أسئلته ثابته لكل المنافسين في مختلف دول العالم (مترجمة إلى لغتهم الأم) يتم إجراؤه في نفس الوقت تقريبا. الاختبار عبارة عن 240 سؤال مقسمين إلى ثمان فئات يتم الإجابة عنهم في ساعتين (مع نصف ساعة راحة بين الساعة الأولى). في نهاية الوقت المخصص، تختم الأوراق ويتم حساب أعلى سبع فئات من الثمانية.
الفئات مزيج من الموضوعات الأكاديمية والثقافة الشعبية، تختلف مواضيع الثمان فئات:
- مواضيع الثقافة: الهندسة المعمارية، الفنون، الفلسفة، المتاحف، الأديان والأساطير.
- مواضيع الترفيه: الموسيقى، بلوز، موسيقى الجاز، موسيقى الروك، البالية، الأوبرا، المسرحيات، المسلسلات الإذاعية والتلفزيونية.
- المواضيع التاريخية: الشئون الحالية، الاستكشافات، المشاهير والحضارات.
- نمط الحياة: الأزياء، الموضة، الطعام والشراب، المشغولات اليدوية، الصحة واللياقة البدنية، معتقدات العصر، المنتجات، العلامات التجارية والسياحة.
- مواضيع الإعلام: الأفلام، الشعر، الدراما، الكاريكاتير واللغة.
- مواضيع العلوم: الكيمياء، الرياضيات، الفيزياء، العلوم الاجتماعية، الحيوانات والنباتات.
- مواضيع الرياضة: الفرق الرياضية، السيارات، الرياضات الشتوية، الهوايات والتسلية.
- العالم: الجغرافيا، المدن، الفضاء، التكنولوجيا، النقل والاختراعات.

## لغز 2020
في عام 2014، أنشا فردين من منظمي بطولة الأغاز العالمية منافسة يومية على الإنترنت باسم لغز 2020.

## وصلات خارجية
- الموقع الرسمي للبطولة.
- نتائج بطولة الألغاز العالمية عام 2007.
- نتائج بطولة الألغاز العالمية عام 2006 نسخة محفوظة 3 مارس 2016 على موقع واي باك مشين..
- نتائج بطولة الألغاز العالمية عام 2005.
- نتائج بطولة الألغاز العالمية عام 2004 نسخة محفوظة 28 مايو 2013 على موقع واي باك مشين..
- دورة بلجيكا للألغاز العالمية مع نتائج الأعوام السابقة للإتحاد الأوروبي والعالم نسخة محفوظة 20 يناير 2017 على موقع واي باك مشين..
- بطولة الألغاز العالمية في بريطانيا العظمى.
- بطولة الألغاز العالمية في الولايات المتحدة.
- بطولة الألغاز العالمية في هولندا.
- بطولة الألغاز العالمية في النرويج.
- بطولة الألغاز العالمية في أستراليا.
- بطولة الألغاز العالمية في ليتوانيا، مع النتائج، المعلومات والصور.
- بطولة الألغاز العالمية في إيرلندا، مع النتائج، المعلومات والصور.